# Svoboda
Svoboda je možnost, případně také schopnost volit, rozhodovat a jednat „podle své vůle,“ ať je jakákoli a nést za to přiměřenou odpovědnost. Podle W. Weischedela znamená „volný prostor možností volby, v jehož rámci může člověk rozhodovat sám o sobě za sebe sama.“
Tato podstatná možnost člověka, případně i jiných živých bytostí v tradičním pojetí je ovšem omezena
- fyzicky, například gravitací;
- zvenčí, například autoritou rodičů, společností, státem, bohem.
- zevnitř, například sníženou příčetností, intoxikací, návykem a podobně.

Proto se někdy rozlišuje mezi svobodou vnitřní a vnější, i když ve skutečnosti jde spíš o povahu překážek a zábran, které svobodu omezují.

## Výměry svobody
Svoboda je velmi široký pojem a protože má pro člověka zásadní význam, její obsah se také různě mění. Většina výměrů ji odvozuje negativně z nepřítomnosti omezení, případně nátlaku, donucení jinou osobou. Podle Websterova slovníku je to „absence překážek, omezení, zajetí nebo útlaku“. To má dobrý smysl, pokud „svobodu“ chápeme pouze jako svobodu společenskou a politickou; běžně mluvíme o svobodné společnosti, svobodě pohybu, slova nebo shromažďování a rozumíme tím právě absenci nátlaku či překážek, především ze strany státu.
Ani v tomto smyslu to však nemůže znamenat „svobodu“ jezdit vlevo, krást nebo vraždit – jinými slovy ohrožovat druhé. Francouzský filosof Roger Garaudy ironicky mluví o „svobodě svobodné lišky ve svobodném kurníku“. Immanuel Kant proto soudí, že svoboda ve společnosti je možná jen v rámci práva jakožto „souhrnu podmínek, za nichž lze libovůli jednoho sloučit s libovůlí druhého podle obecného zákona svobody“ a rozlišuje mezi „libovůlí“ (Willkür) a svobodou.
Individuální rozhodování a jednání je tedy omezeno nejen vnějšími podmínkami (např. zamčenými dveřmi nebo nedostatkem peněz), ale také ohledem na svobodu druhých. Z povahy lidské osoby a její svobody ovšem plyne, že u vlastních, nevynucených rozhodnutí a jednání nese také odpovědnost za důsledky. Nežádoucí „libovůle“ je proto omezována především hrozbou trestů, ale svobodu člověka omezuje i vlastní neochota odpovídat za jeho důsledky. Friedrich Nietzsche proto rozlišil mezi „svobodou od něčeho“ – například nějakého omezení – a „svobodou k něčemu“, tj. odvahou pro něco se rozhodnout a něco učinit v souladu s vlastními hodnotami a na jejich obranu. První z nich znamená jen příležitost pro svobodné jednání, kdežto teprve vlastními rozhodnutími a činy ji člověk uskutečňuje.
Svoboda se někdy vymezuje jako možnost volby. Skutečné možnosti volby jsou ovšem omezené tím, jaké máme před sebou alternativy. Henry Ford prý říkal, že si u něho může člověk vybrat auto jakékoli barvy, pokud to bude černá. Kde jsem odkázán na výběr z předem daných možností, jsou moje možnosti z povahy věci omezené a ani v tom největším obchodě nenajdu vždycky to, co bych chtěl. Podobně je tomu i při sebe demokratičtějších volbách.

## Svoboda od donucení (dobrovolnost)
Svobodu jednotlivce ve společenských vztazích lze chápat jako absenci donucení ostatními lidmi. Člověk se rozhoduje dobrovolně (v souladu se svou vůlí) tehdy, není-li jiným člověkem k rozhodnutí donucen za použití fyzického násilí či jeho hrozby (agrese) nebo manipulace.
Svoboda člověka je v tomto významu výchozím stavem, který trvá, dokud není narušen agresí někoho dalšího. Podstatou není možnost volby, ale absence násilného odepření možnosti volby. Svoboda proto není ztotožnitelná s mocí - i úplně bezmocného člověka lze označit za zcela svobodného, a naopak i ten nejmocnější může být nesvobodný.
Takto je svoboda interpretována politickými filosofií liberalismu a libertarianismu. Libertariáni považují za agresi jakýkoli útok (iniciaci násilí) proti legitimnímu vlastnictví jiného člověka, přičemž každý vždy vlastní sám sebe (své tělo) a je tedy odpovědný za veškeré své jednání (Princip neagrese).
Pro libertariány je tedy svoboda v politickém smyslu definována jako možnost dělat si za své prostředky a na svém majetku cokoliv, co (nad míru přiměřenou okolnostem), nezasahuje do analogického výkonu svobody jiného. Svoboda tedy velmi úzce souvisí s vlastnickým právem.

## Hodnota svobody (mít rád nezávislost)
Tato hodnota spočívá v touze po nezávislosti. Pro zastánce této hodnoty je důležité mít volnost a vědomí, že se dokáží postarat sami o sebe, případně o své nejbližší. Tato touha po nezávislosti se samozřejmě projevuje kromě jejich prožívání také v jejich chování a jednání. Jako dospívající mohou usilovat o to, získat nezávislost na rodičích dříve než jejich vrstevníci, mohou chtít hodně cestovat, nemusejí chtít uzavírat vztahy, které by mohli považovat za omezující jejich svobodu, či nemusejí chtít setrvávat v jisté a stabilní práci, ve které by měli vše jasně stanoveno. Ve zdravém pojetí může tato hodnota představovat potřebu volnosti, která se však projevuje chápáním okolí a akceptováním zodpovědnosti a povinností, které jsou vždy ruku v ruce spojené se svobodou. Na druhé straně v nezdravém pojetí je vždy přítomna velmi silná potřeba svobody a nezávislosti, jevící se však místy jako anarchistická tendence. Lidé v nezdravém pojetí této hodnoty mohou na jedné straně svobodu vyžadovat, na druhé se však zříkat odpovědnosti, případně ji přesouvat na někoho nebo něco jiného. A v extrémně nezdravém případě stoupenci této hodnoty mohou uplatňovat principy anarchie, tedy „vše je dovoleno“ a „ať si každý poradí sám, jak umí“. Většinou však tyto tendence trvají do doby, než se negativní aspekt tohoto nastavení dotkne jich samotných.

## Hra jako model svobody
Své představy o ideální svobodě si mnohé kultury vtělily do různých her, zejména soupeřivých. Soupeřivá hra je idealizovaný model života s konflikty, vydělený z okolní skutečnosti (v prostoru hřištěm nebo šachovnicí, v čase píšťalkou rozhodčího nebo gongem), kde člověk nemusí mít strach z důsledků (i když prohraje, nic se mu nestane), protože hra má spravedlivá pravidla, případně i rozhodčího. V soupeřivé hře se střetávají dvě svobody, které obě chtějí vyhrát, hráči si navzájem „přihrávají“ co nejobtížnější příležitosti a navzájem se tak nutí k co nejlepším výkonům.
Na modelu hry je vidět několik důležitých momentů svobody.
- Protihráč neomezuje moji svobodu, ale naopak mi k ní dává příležitost.
- Svoboda mezi lidmi nutně vyžaduje pravidla, na něž se lze spolehnout.
- Pravidla musí být spravedlivá, aby si všichni dobře zahráli.
- Dobrá pravidla svobodu hráčů nijak neomezují, ale teprve umožňují.

Něco velmi podobného zná každý řidič z vlastní zkušenosti: tam, kde neplatí pravidla, jen šílenec by se odvážil vyjet na dálnici. I v kolektivních hrách odpovídá za porušení pravidel jednotlivý hráč (žlutá karta), důsledky přestupku však postihují celé mužstvo (vyloučení, trestný kop). Není tedy náhoda, že zejména kolektivní hry odjakživa patřily k výchově, například v anglosaských zemích, a zkušenost, kterou v nich mladý člověk udělal, se pak promítá i do běžného provozu společnosti. Bez zkušenosti s hrou by se sotva někdo odvážil zavést model svobodné společnosti, která nepotřebuje despotu a řídí se pouze pravidly.

## Dějiny pojmu
Řecký pojem svobody původně znamenal jen společenské postavení člověka, který svojí obživou na nikom nezávisí, a odlišoval ho od závislého otroka. „Kdo dává bezpečí přednost před svobodou, je po právu otrok“ (Aristotelés). Stoikové zdůraznili „vnitřní“ svobodu člověka, který dokáže rozumem krotit své choutky a ovládat vášně. Na to navázal Pavel z Tarsu: svobodu ohrožuje „otroctví hříchu“, tj. vnitřní neschopnost jednat správně. Křesťanství postupně prosadilo, že jistou míru svobody potřebuje každý člověk, aby mohl odpovídat za svůj život před Bohem. O tom, jak dalece je člověk sám vnitřně svobodný a má tedy svobodnou vůli, pochyboval v 16. století Martin Luther a vyvolal tak důležitou polemiku.
Od pozdního středověku vystupují do popředí politické svobody městského člověka a jejich ochrana před despotismem, což později vedlo k deklaracím „lidských práv a svobod“ v americké a francouzské revoluci. Občanské a politické svobody se zde chápou jako individuální a nezrušitelná či přirozená práva každého občana. Na tomto základě vznikla roku 1948 Všeobecná deklarace lidských práv OSN.
Hlubší promýšlení lidské existence od poloviny 19. století (Sören Kierkegaard) vedlo k poznání, že člověk se prostě musí rozhodovat, ať chce či nechce, a je tedy „odsouzen ke svobodě“ (Jean-Paul Sartre). Faktický rozvoj politických svobod v západních společnostech od 19. století vedl německého sociologa G. Simmela k poznání, že ke štěstí tyto svobody samy nestačí:
„Naše doba je vcelku jistě svobodnější než kterákoli dřívější, a přece má z této svobody tak malou radost.“
Karel Marx kritizoval formální občanské svobody, protože nemají cenu pro člověka, trpícího nouzí a vykořisťováním. Naopak zkušenost diktatur 20. století znovu oživila zájem o politickou svobodu jako nutnou podmínku dobré vlády i bezpečnosti:
„Musíme plánovat nejen pro bezpečí, ale také pro svobodu - přinejmenším proto, že jen svoboda může zajistit bezpečí.“